# Rayong (provincie)
Rayong is een Thaise provincie aan de zuidkust van de golf van Thailand, in het oosten van Thailand. In December 2002 had de provincie 546.570 inwoners, waarmee het de 45e provincie qua bevolking in Thailand is. Met een oppervlakte van 3552 km² is het de 57e provincie qua omvang in Thailand. De provincie ligt op ongeveer 179 kilometer van Bangkok. Rayong grenst in het noorden aan de provincieChonburi en in het oosten aan de provincieChantaburi. Rayong heeft een kustlijn van 100 kilometer met vele onontdekte stranden.
In de provincie is veel industrie, visserij en landbouw. Ook enkele belangrijke plaatsen voor het toerisme (onder andere Ko Samet) liggen hier. De belangrijkste route in deze provincie is Sukhumvit die loopt van het westen naar het oosten en de meeste plaatsen verbindt. Rayong bestaat voornamelijk uit laagland met wat heuvels naar het noorden toe.

## Provinciale symbolen
|  | Het provinciale zegel van Rayong. |

## Klimaat
Gemiddeld valt er 1400 mm regen per jaar. De gemiddelde jaartemperatuur is 30 graden. De temperatuur varieert van 18 graden en tot 40 graden.

## Districten
De provincie is onderverdeeld in 6 districten (Amphoe) en 2 sub districten (King Amphoe) namelijk:
| Amphoe 1. Rayong 2. Klaeng 3. Ban Khai 4. Ban Chang 5. Pluak Daeng 6. Wang Chan | King Amphoe 7. Khao Chamao 8. Nikhom Phatthana |  |